# Een knap zwartje is ook niet mis
Een knap zwartje is ook niet mis is het 44ste album in de stripreeks De avonturen van Urbanus uit 1994.

## Inhoud
Urbanus' gezin maakt een reeks onvoorstelbare successen mee. Zo krijgt Urbanus bijvoorbeeld een contract om succesvol schrijver te worden, maakt César van Wieske het varken een dier dat allerlei prijzen in de wacht sleept en krijgen Amedee en Nabuko Donosor de kans om hun eigen reclamespots te maken. Via een schoonmaakproduct dat Urbanus na een telefoongesprek met Bubbles, de aap van Michael Jackson, heeft verkregen krijgt het gezin plots een zwarte huidskleur. Prompt worden ze door iedereen gediscrimineerd en lopen al hun beloofde kansen mis.
Het gezin besluit in therapie te gaan omdat ze zich afvragen of ze altijd al zo'n pechvogels zijn geweest? De therapeut laat hen onder hypnose terugkeren naar verschillende eerdere en latere incarnaties van het gezin: onder meer in het stenen tijdperk, als amoeben en in de toekomst.

## Achtergronden bij het verhaal
- Urbanus belt Michael Jacksons aap Bubbles op.
- Amedee en Nabuko Donosor zien hun reclamecontract voor hun neus voorbijgaan wanneer Samson en een van zijn vlooien hun rollen overnemen.